# يويكا كيدوح
يويكا كيدوح (باليابانية: 工藤夕貴) هي مغنية وممثلة يابانية، ولدت في 17 يناير 1971 في اليابان.

## أعمال

### أفلام
- (2005) مذكرات فتاة الغيشا[6]
- (2007) ساعة الذروة 3[7]
- (2008) إل يغير العالم
- (2009) حدود السيطرة[8][9]

## وصلات خارجية
- يويكا كيدوح على موقع IMDb (الإنجليزية)
- يويكا كيدوح على موقع قاعدة بيانات الأفلام العربية
- يويكا كيدوح على موقع ألو سيني (الفرنسية)
- يويكا كيدوح على موقع ميوزك برينز (الإنجليزية)
- يويكا كيدوح على موقع أول موفي (الإنجليزية)
- يويكا كيدوح على موقع قاعدة بيانات الأفلام السويدية (السويدية)
- يويكا كيدوح على موقع ديسكوغز (الإنجليزية)
- يويكا كيدوح على موقع قاعدة بيانات الفيلم (الإنجليزية)
- يويكا كيدوح على موقع كينوبويسك (الروسية)